# 리오그란디아
리오그란디아(Riograndia guaibensis)는 브라질 트라이아스기 후기에 살았던 멸종된 키노돈트이다. 모식종은 리오그란디아 구아이벤시스(Riograndia guaibensis)로, 히우그란지두술주와 과이바 분지의 지명을 따서 지어졌다. 팔레오로타 지질공원(Paleorrota gropark)의 카투리타층(Caturrita Formation)에서 화석이 발견되었다. 리오그란디아는 작은 포유류가 아니였지만, 포유류가 지닌 몇 가지 특징을 지니고 있었다. 카투리타 층의 칸델라리아(Candelária)와 파시날도 소투르노(Faxinal do Soturno) 마을에서 리오그란디아 과이벤시스(Riograndia Guaibensis)의 여러 화석이 발견되었다. 해당 지은 리오그란디아 집합 지(Riograndia Assemblage Zone)으로 불린다.